# Walls (Barbra Streisand)
Walls è il trentaseiesimo album in studio della cantante statunitense Barbra Streisand, pubblicato nel 2018.

## Tracce
1. What's On My Mind – 5:16 (Barbra Streisand, Carole Bayer Sager, Jonas Myrin, Jay Landers)
2. Don't Lie to Me – 3:57 (Barbra Streisand, John Shanks, Jonas Myrin, Jay Landers)
3. Imagine / What a Wonderful World – 5:20 (John Lennon, Yōko Ono / Bob Thiele, George David Weiss)
4. Walls – 3:54 (Walter Afanasieff, Alan Bergman, Marilyn Bergman)
5. Lady Liberty – 3:52 (Desmond Child)
6. What the World Needs Now – 4:36 (Burt Bacharach, Hal David)
7. Better Angels – 4:08 (Carole Bayer Sager, Jonas Myrin, Jay Landers)
8. Love's Never Wrong – 4:06 (Steve Dorff, Marty Panzer, Jay Landers)
9. The Rain Will Fall – 4:42 (Barbra Streisand, Jonas Myrin, Charlie Midnight, Jay Landers)
10. Take Care of This House – 4:10 (Leonard Bernstein, Alan Jay Lerner)
11. Happy Days Are Here Again – 3:53 (Milton Ager, Jack Yellen)